# Won Seon-pil
Won Seon-pil (født 6. august 1994) er en kvindelig sydkoreansk håndboldspiller som spiller for Incheon City og Sydkoreas kvindehåndboldlandshold.
Hun deltog under VM i kvindehåndbold 2019 i Japan.